# Guitarrón mexicano

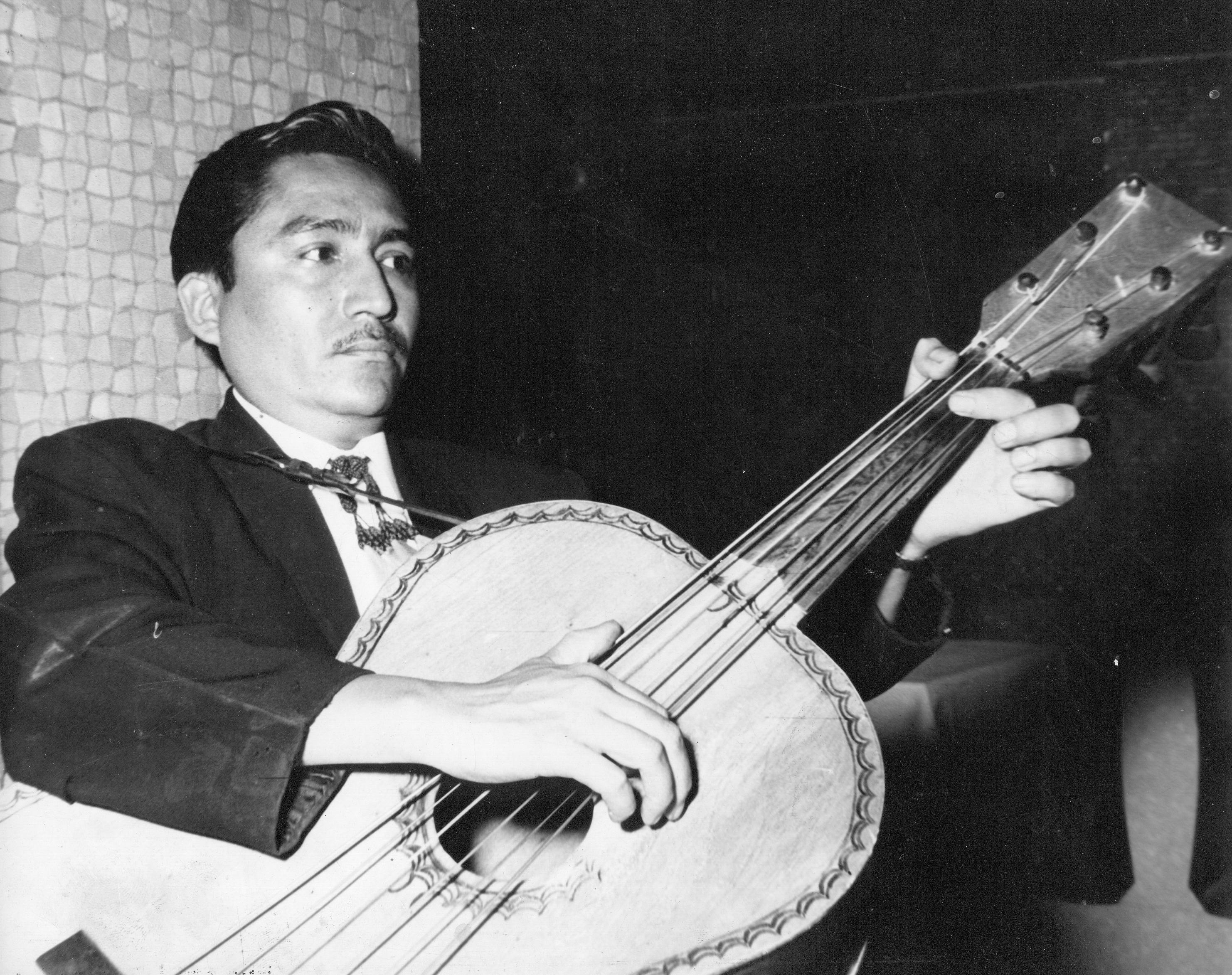
José Velasco Olivares "Pelacuas"

El guitarrón mexicano es un instrumento musical de cuerdas inventado en México en el siglo XIX para tocar la sección de las notas más bajas en el mariachi.
Recuerda por su forma y cordaje a la guitarra, pero es más grande, más ancho y tiene el mango proporcionalmente más corto.
Usa seis cuerdas, las cuales son de distinta afinación que las de la guitarra, y se toca usando dos de ellas a la vez para dar más fuerza y volumen al sonido. De este modo resulta tener una sola octava. 
La afinación común es:
la2
mi3
do3
sol2
re2
la1 (55,00 Hz)
La afinación de las cuerdas es una quinta abajo de las notas de la guitarra. Así por ejemplo:
La primera cuerda de la guitarra normalmente se afina en la nota mi; en el guitarrón, se afina en la nota la.
La segunda cuerda de la guitarra normalmente está en la nota si; en el guitarrón estará en la nota mi.
Y así sucesivamente con las cuatro cuerdas restantes.
Los indígenas del barrio de la Ascensión en la localidad mexicana de Cocula (estado de Jalisco) empezaban a adueñarse de la música religiosa, inventaron una especie de guitarrilla, parecida al laúd europeo, que luego daría lugar a la vihuela mexicana, que más tarde dio origen al guitarrón.

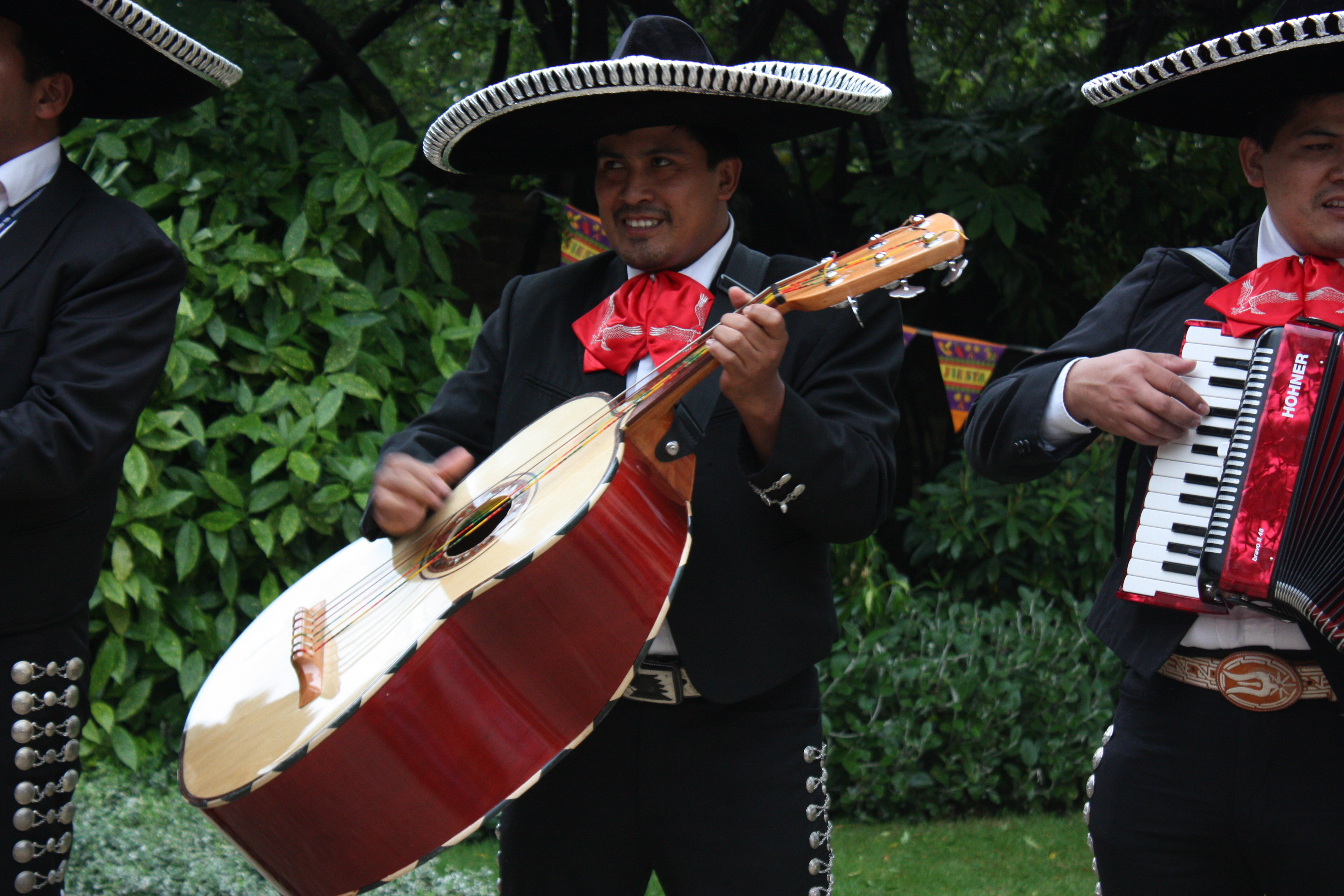
Un mariachi tocando el guitarrón.

El desarrollo moderno de la técnica de guitarrón fue realizado por José Pelacuas Velasco Olivares, originario de Guadalajara (estado de Jalisco); fue el maestro de varios músicos incluyendo a Natividad de Santiago,
Berna Santiago y
Gregorio el Huiloto Ramírez.
El desarrollo de la técnica de guitarrón del Pelacuas lo llevó a participar en innumerables grabaciones desde los años cincuenta hasta los setenta, participando con la mayoría de los mejores mariachis de México y cantantes de este género, que incluye grabaciones con el mariachi Tecolotes, el Mariachi Nacional (de Arcadio Elías), el mariachi Jalisco y México (de Pepe Villa), siendo integrante del mismo, el mariachi Vargas de Tecalitlán (por ejemplo, en grabaciones de Luis Aguilar),
el mariachi Marmolejo,
la Orquesta de Ingeniería del IPN,
Los Hermanos Aguilar (de Michoacán),
el mariachi Internacional,
Los Charros de Ameca (de Román Palomar),
el Mariachi de Román Palomar, 
el trío Los Ases Estrellita,
el trío Los Mexicanos) y
el Grupo de Norteños y Jarochos.
La técnica del Pelacuas incluye la posición de colgar el guitarrón en el hombro derecho, la forma de “jalar” las cuerdas, octavar las notas (doble cuerda), la afinación, la práctica de la digitación para el desarrollo de la velocidad, claridad, brillantez y sonoridad al ejecutar las melodías en el guitarrón.
La contribución al desarrollo de la técnica de José Pelacuas Velasco Olivares fue complementada por su hijo, José Velasco Junior, quien es conocido en el ambiente musical como Pelacuas. 
Pelacuas Junior es maestro de varios músicos en la zona de Los Ángeles (estado de California), impartiendo la técnica superior para guitarrón, así como clases de armonía moderna, composición, vocalización, solfeo, etc., contribuyendo así a la formación de músicos de mariachi.

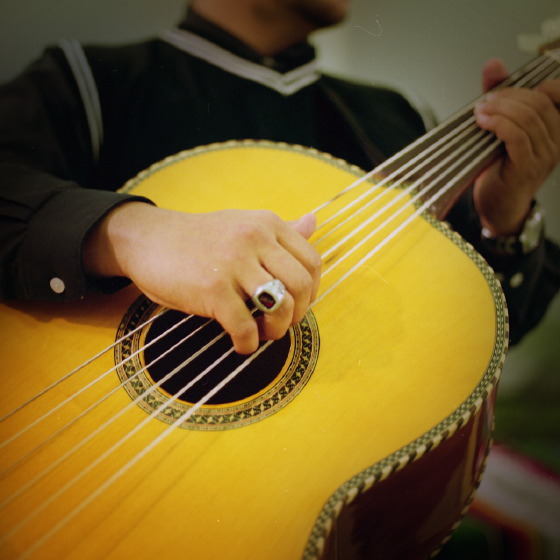
Acercamiento de un guitarrón mexicano.

## Ejecutantes famosos
- José Pelacuas Velasco Olivares
- José Pelacuas Velasco Escárcega
- Natividad Nati de Santiago (del mariachi Vargas de Tecalitlán).
- Bernardino Berna de Santiago
- Isabel Paredes
- Gonzalo Grosello Meza
- Juan Antonio Zarco López
- Alfredo Canelas Cerna
- Hipolito Guerrero (Don Gaspar)